# Landolphia togolana
Espèce
Synonymes
- Clitandra alba Stapf[1]
- Clitandra togolana (Hallier f.) Stapf[1]
- Cylindropsis togolana Hallier f.[1]

Landolphia togolana est une espèce de plantes à fleurs de la famille des Apocynaceae et du genre Landolphia, présente en Afrique tropicale.

## Description
C'est une plante grimpante robuste qui peut atteindre 5 m de hauteur. Sa tige peut aller jusqu'à 15 cm de diamètre.

## Distribution
Présente en Afrique tropicale, elle a été observée depuis la Côte d'Ivoire jusqu'au Nigeria.

## Utilisation
Ses graines contiennent environ 11% de protides, 10% de lipides et 60% de glucides et peuvent donc constituer un apport alimentaire. On ne lui connaît pas d'utilisation médicinale. 